# Laminacauda baerti
Laminacauda baerti é uma espécie de aranhas araneomorfas da família Linyphiidae encontrada no Arquipélago Juan Fernández.  Esta espécie foi descrita pela primeira vez em 1985, pelo biólogo Millidge.